# Hogesnelheidslijn Madrid - Barcelona

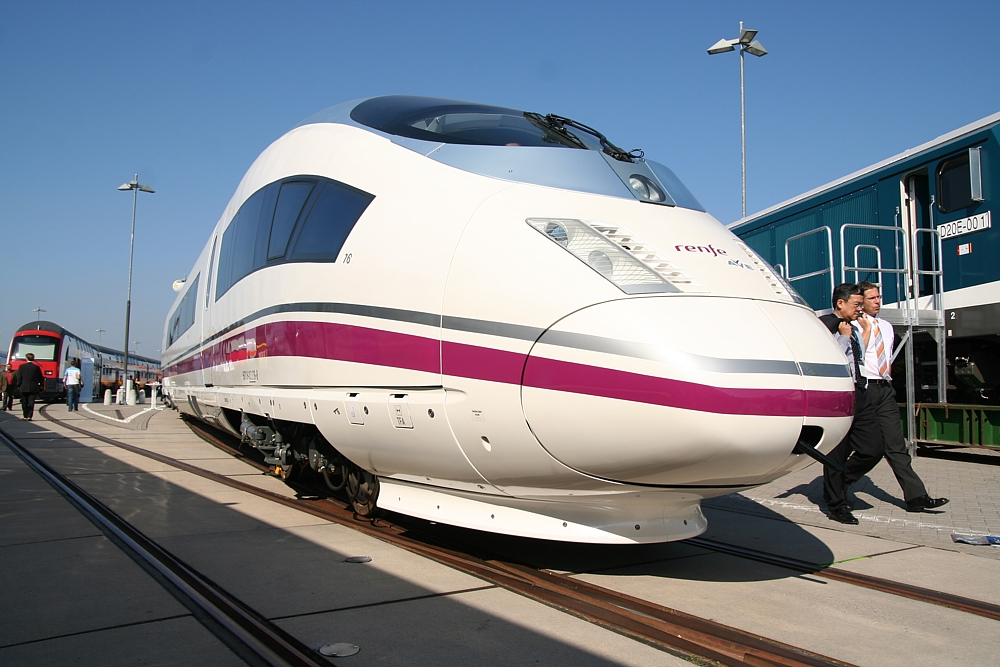
Siemens Velaro-S-103 treinstel voor de AVE

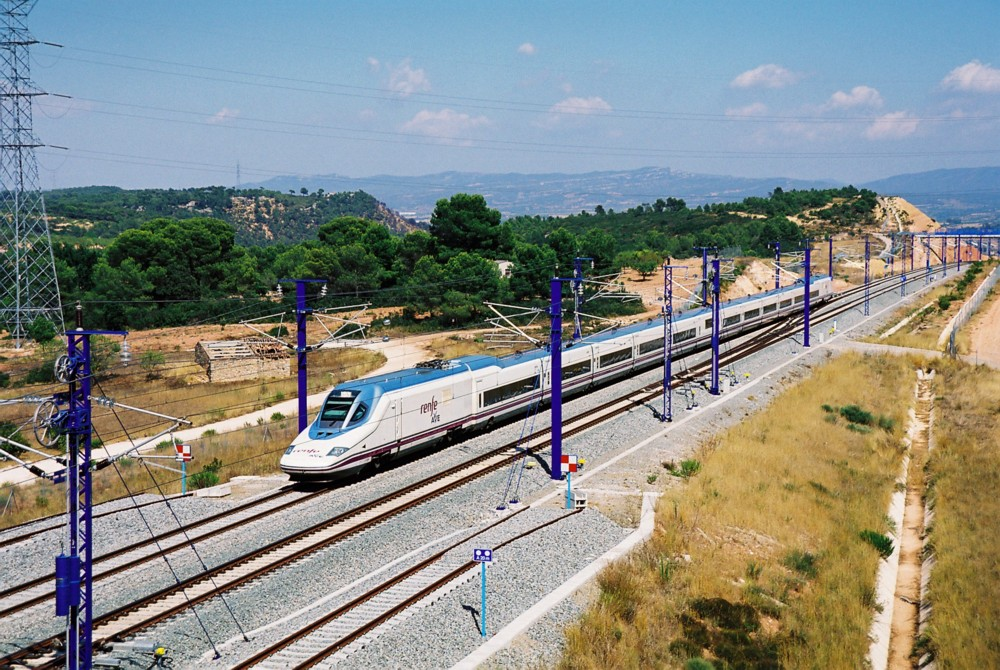
Treinstel type S102 tussen Lleida en Camp de Tarragona

De hogesnelheidslijn Madrid - Barcelona - Figueres is een spoorlijn voor hogesnelheidstreinen tussen het station Atocha in de Spaanse hoofdstad Madrid, Barcelona en Figueres. In Figueres is er aansluiting op de hogesnelheidslijn naar Frankrijk.

## Bouw en exploitatie
Op 11 oktober 2004 is het eerste gedeelte van deze lijn geopend, tussen Madrid en Lleida. Medio 2006 kwam ook het gedeelte Lleida – Camp de Tarragona in gebruik. Op 20 februari 2008 is uiteindelijk de gehele lijn, 625 kilometer lang, in gebruik genomen. Tussen Madrid en Barcelona werd de reistijd verkort van meer dan zes uur naar 2,5 uur. De AVE kan daarmee de hoog-frequente vliegverbindingen Madrid-Barcelona goed beconcurreren. Het materieel heeft een maximale dienstsnelheid van 350 km/h, maar in 2007 werd aangekondigd dat de snelheid van de AVE 300 km/h zou gaan bedragen op alle nieuwe conforme lijnen. In 2011 werd de maximumsnelheid op bepaalde delen verhoogd naar 310 km/h.
De bouw van dit baanvak is met grote moeilijkheden en vertraging gepaard gegaan. Tijdens de aanleg van tunnels in Bellvitge, in de Barcelonese voorstad L'Hospitalet de Llobregat, zijn meermalen verzakkingen opgetreden, waardoor het treinverkeer in de omgeving van Barcelona maandenlang verstoord was.

Voor de verbinding hebben zowel het Spaanse bedrijf Talgo als het Duitse Siemens materieel geleverd. Talgo leverde 16 treinstellen van het Talgoconcept af (S102-serie) en Siemens leverde 26 Velaro's (een uit de ICE 3 doorontwikkelde trein) (S103-serie).
Naast AVE zullen ook de langeafstandsdivisie en de regionale divisie van RENFE treinen exploiteren op de nieuwe lijn. Het normaalspoor van het hogesnelheidsnet is op de bestaande spoorlijn naar Huesca doorgetrokken, zodat normaalsporige AVE's deze stad kunnen bereiken. Hiervoor zijn er trajecten waarop breedspoor en normaalspoor gescheiden zijn, en trajecten met drierailig spoor. De lijn is tussen Tardienta en Huesca alleen geëlektrificeerd voor het normaalspoor.
De hogesnelheidslijn loopt niet door de steden Lleida en Zaragoza. Deze steden worden bediend door HSL-aansluitingen. In Zaragoza is hiertoe aan de rand van stad een nieuw station 'Delicias' gebouwd, ter vervanging van het oude station 'El Portillo'. Van de twee sporen in de stadspoortunnel is er een omgebouwd naar normaalspoor voor de doorgaande HSL-treinen die stoppen in Zaragoza. Het oude station 'El Portillo' is in december 2008 heropend voor het lokaal verkeer.

## Uitbreidingen
In 2013 werd de LAV Barcelona - Perpignan geopend.
Bij Tarragona is een aansluiting voorzien op de toekomstige hogesnelheidslijn naar Valencia.

## Schema

HSL-treindiensten binnen Spanje in 2013

Van Madrid Atocha tot Barcelona Sants:
- Hoofdstation Atocha.
- Aansluiting met HSL uit Málaga/Sevilla. Sommige doorgaande treinen stoppen nog te Atocha.
- Station Guadalajara. Is buiten de stad en het breedspoor station.
- Calatayud station. Overstapstation van/naar bestaand spoornet.
- Aansluiting 'Plasencia de Jalón' naar breedspoor met spoorbreedte-omvormer. Voor treinen in de richting Pamplona en Logroño.
- Aansluiting naar Zaragoza-Delicias.
- Aansluiting van Zaragoza.
- Aansluiting naar Lleida.
- Aansluiting van Lleida.
- Toekomstige aansluiting vanuit Barcelona naar Valencia. Er zal ook een aansluiting zijn richting Lleida. Grote gedeeltes van de spoorlijn naar Valencia zijn gemoderniseerd en hebben een hoge maximumsnelheid, maar blijven voorlopig breedspoor.
- Station Camp de Taragona, ligt buiten de stad Tarragona.
- Normaalspoor aansluiting voor goederentreinen naar Mollet vanwaar aansluiting is op de hogesnelheidslijn naar Frankrijk. In theorie kunnen hogesnelheidstreinen rechtstreeks doorrijden naar Madrid zonder langs Barcelona te gaan.
- Station Baix Llobregat ligt dicht bij Luchthaven El Prat en is het overstapstation voor het voorstedelijke spoorwegnet van Barcelona.
- Station Barcelona Sants (hoofdstation van Barcelona).